# Marseille Blue Stars
Die Marseille Blue Stars, auf Französisch auch Blue Stars de Marseille, sind ein American-Football-Team aus dem französischen Marseille.
Die erste Mannschaft spielt seit 2018 in der Division Elite, die Heimspiele finden im Stade Pierre-Delort statt. Die U19 wurde 2015 und 2022 französischer Meister. Der Verein betreibt außerdem Flag Football und Cheerleading.

## Geschichte
Der Verein wurde 1994 gegründet. Die Mannschaft startete 1996 in der Division 3. 1998 gelang der Aufstieg in die Division 2 auf, aus der man 2002 wieder abstieg. In den 2010er Jahren hatte der Verein finanzielle Schwierigkeiten, die nur über eine Spendenkampagne gelöst werden konnte.
Die Blue Stars legten in der Folgezeit größere Aufmerksamkeit auf die Nachwuchsarbeit. Die U19-Mannschaft wurde 2015 französischer Juniorenmeister. In der folgenden Saison 2016 gewannen die Senioren die Division 3 und stiegen in die Division 2 auf. Dort gelang ihnen 2017 der Durchmarsch in die Division Elite. Die Blue Stars zogen ungeschlagen in den Casque d’Or (das Finale der Division 2) ein, wo sie auf die Molosses d’Asnières trafen. Trotz einer 22:7-Halbzeitführung mussten sie sich am Ende 25:26 geschlagen geben.
In ihrer ersten Saison 2018 in der Division Elite erreichten die Blue Stars das Halbfinale. Dort scheiterten sie am späteren Meister La Courneuve Flash mit 9:19. In der Saison 2022 gewannen die Blue Stars die Süd-Konferenz ohne Niederlage. Dadurch qualifizierten sie sich für das Play-off-Halbfinale, wo sie den Thonon Black Panthers knapp mit 27:28 unterlagen.  In der Saison 2023 konnten sich die Blue Stars erstmals fürs nationale Finale qualifizieren, wo sie den Thonon Black Panthers unterlagen.
| Saison | Division | S                       | N                       | U                       | Playoffs                |
| ------ | -------- | ----------------------- | ----------------------- | ----------------------- | ----------------------- |
| 1996   | D3       | 1                       | 5                       | 0                       | Viertelfinale           |
| 1997   | D3       | -                       | -                       | -                       | Halbfinale              |
| 1998   | D2       | 2                       | 4                       | 0                       | Viertelfinale           |
| 1999   | D2       | 1                       | 1                       | 0                       | Achtelfinale            |
| 2000   | D2       | -                       | -                       | -                       | –                       |
| 2001   | D2       | 3                       | 4                       | 1                       | Viertelfinale           |
| 2002   | D2       | 3                       | 2                       | 0                       | Achtelfinale            |
| 2003   | D3       | 7                       | 2                       | 0                       | Achtelfinale            |
| 2004   | D3       | 5                       | 2                       | 0                       | Achtelfinale            |
| 2005   | D3       | 3                       | 4                       | 0                       | Achtelfinale            |
| 2006   | D3       | 4                       | 1                       | 0                       | Achtelfinale            |
| 2007   | D3       | 0                       | 4                       | 0                       | –                       |
| 2008   | D3       | 3                       | 3                       | 0                       | –                       |
| 2009   | D3       | 3                       | 7                       | 0                       | –                       |
| 2011   | D3       | 5                       | 4                       | 0                       | Viertelfinale           |
| 2012   | D3       | 2                       | 4                       | 1                       | Achtelfinale            |
| 2013   | D3       | 4                       | 2                       | 1                       | Viertelfinale           |
| 2014   | D3       | 5                       | 3                       | 0                       | Achtelfinale            |
| 2015   | D3       | 7                       | 0                       | 0                       | Achtelfinale            |
| 2016   | D3       | 7                       | 1                       | 0                       | Sieger                  |
| 2017   | D2       | 8                       | 0                       | 0                       | Finalist                |
| 2018   | D1       | 7                       | 3                       | 0                       | Halbfinale              |
| 2019   | D1       | 7                       | 3                       | 0                       | Wild Card               |
| 2020   | D1       | Spielzeiten ausgefallen | Spielzeiten ausgefallen | Spielzeiten ausgefallen | Spielzeiten ausgefallen |
| 2021   | D1       | Spielzeiten ausgefallen | Spielzeiten ausgefallen | Spielzeiten ausgefallen | Spielzeiten ausgefallen |
| 2022   | D1       | 10                      | 0                       | 0                       | Halbfinale              |
| 2023   | D1       | 8                       | 2                       | 0                       | Finale                  |
| 2024   | D1       | 7                       | 2                       | 1                       | Halbfinale              |

## Weblink
- Website der Marseille Blue Stars